# Crocidura dewi
Crocidura dewi — вид ссавців із родини Soricidae. Зустрічається в Індонезії.